# معركة كيسمايو (2012)
معركة كيسمايو الثانية هي هجوم عسكري مشترك بقيادة قوات الجيش الوطني الصومالي وحلفائهم من بعثة الاتحاد الأفريقي في الصومال وحركة راسكامبوني ضد حركة الشباب في آخر معقل رئيسي لها في كيسمايو بالصومال. بدأت الحملة في 28 سبتمبر 2012 تحت اسم عملية انزلاق المطرقة.